# 8号美国国道
8号美国国道（英語：U.S. Route 8）是穿越明尼苏达州、威斯康辛州和密歇根州一条东西方向的美国国道。全长280.00英里。